# بخش پلین (شهرستان وین، اوهایو)
بخش پلین (به انگلیسی: Plain Township) یک منطقهٔ مسکونی در ایالات متحده آمریکا است که در شهرستان وین، اوهایو واقع شده‌است.
 بخش پلین ۱۰۸٫۰ کیلومتر مربع مساحت و ۲٬۸۹۴ نفر جمعیت دارد و ۳۲۳ متر بالاتر از سطح دریا واقع شده‌است.